# 螺旋のプロローグ
「螺旋のプロローグ」（らせんのプロローグ）は、清水愛の1枚目（通算2作目）のシングル。2004年11月25日にMellow Headから発売された。

## 概要
- 本作ではALI PROJECTの片倉三起也とkukuiのmyuが作曲・編曲に携わっている。
- CD+DVDの仕様で販売され、DVDには表題曲のPVが収録されている。
- 清水は本作以前に原田知世の時をかける少女をカップリングでカバーした「Angel Fish」をリリースしているため、厳密には2枚目ということになる。

## 収録曲
（全作詞：畑亜貴）
1. 螺旋のプロローグ [4:55]
作曲・編曲：片倉三起也
2. 天に降る雨 [4:38] 
作曲：myu、編曲：refio
3. 螺旋のプロローグ（off vocal）
4. 天に降る雨（off vocal）

DVD
1. naissance（Music Clip）